# Epiphragmophora puella
Epiphragmophora puella es una especie de gasterópodo terrestre de la familia Xanthonychidae, descrito en 1951 por la zoóloga argentina María Isabel Hylton Scott.
No se encuentra fácilmente, en general se hallan en grietas de rocas a mucha profundidad. La localidad tipo es Catamarca (Quebrada de la Cébila).